# Jason Pierce
Jason Pierce, noto anche con lo pseudonimo di J. Spaceman (Rugby, 19 novembre 1965), è un polistrumentista, cantautore, compositore e produttore discografico britannico.

## Biografia
Nato nella cittadina di Rugby, nella contea dello Warwickshire, Jason Pierce comincia a suonare già dall'età di 7 anni, quando imbraccia una chitarra acustica e impara a suonarla per conto suo. Al Rugby Art College conosce Peter Kember, con cui fonda nel 1982 gli Spacemen 3, con l'aggiunta di Pete Bain al basso e Tim Morris alla batteria. Dopo 9 anni di attività e 8 album pubblicati, gli Spaceman 3 si sciolgono, e Pierce continua la sua carriera musicale con gli Spiritualized, gruppo che aveva già fondato nel 1989. Nel 2006 pubblica il suo primo album da solista intitolato Guitar Loops, mentre l'anno successivo realizza la colonna sonora del film Mister Lonely. Pierce ha collaborato sia come turnista che come strumentista e produttore con artisti come Dr. John, Black Rebel Motorcycle Club, Primal Scream e Paramore.

## Discografia

### Album da solista
- 2006 - Guitar Loops
- 2008 - Spaceshipp